# Terry Davis

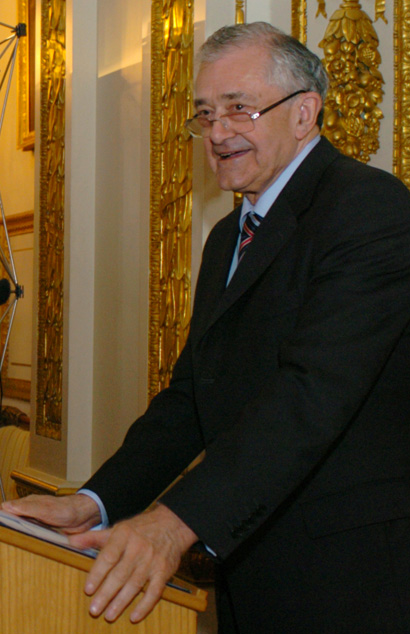
Terry Davis

Terence Anthony Gordon "Terry" Davis, född 5 januari 1938 i Stourbridge, West Midlands, död 9 december 2024, var en brittisk politiker. Han var parlamentsledamot för Labour Party till 2004 och representerade då valkretsen Birmingham, Hodge Hill. 
Davis valdes in i underhuset första gången i ett fyllnadsval 1971 för valkretsen Bromsgrove. Han förlorade mandatet i den förändrade valkretsen Bromsgrove and Redditch i valet i februari 1974. I valet 1979 blev han åter invald, nu för Birmingham Stetchford, och från 1983 representerade han den valkrets som efter gränsjusteringar blev Hodge Hill. 
I juni 2004 valdes han till generalsekreterare i Europarådet och lämnade då parlamentet. Ett fyllnadsval för Hodge Hill hölls 15 juli 2004 och vanns av Liam Byrne.